# 400 m stylem dowolnym na Mistrzostwach Europy w Pływaniu na krótkim basenie 2000
400 m stylem dowolnym mężczyzn – jedna z konkurencji rozgrywanych podczas Mistrzostw Europy w Pływaniu na krótkim basenie 2000. Konkurencja została rozegrana 17 grudnia 2000, wzięło w niej udział 18 zawodników.
Mistrzem Europy został reprezentujący Włochy Massimiliano Rosolino. Drugie miejsce zajął Brytyjczyk Paul Palmer, zaś na trzecim miejscu uplasował się Kvetoslav Svodoba reprezentujący Czechy.

## Terminarz
| Data       | Godzina |            |
| ---------- | ------- | ---------- |
| 14 grudnia | 10:35   | Eliminacje |
| 14 grudnia | 16:36   | Finał      |

## Rekordy
| Rekord                   | Zawodnik           | Narodowość | Czas    | Miejsce   | Data            |
| ------------------------ | ------------------ | ---------- | ------- | --------- | --------------- |
| Rekord świata            | Grant Hackett      | Australia  | 3:35.01 | Hongkong  | 2 kwietnia 1999 |
| Rekord Europy            | Emiliano Brambilla | Włochy     | 3:40,45 | Sheffield | 11 grudnia 1998 |
| Rekord mistrzostw Europy | Emiliano Brambilla | Włochy     | 3:40,45 | Sheffield | 11 grudnia 1998 |

## Wyniki

### Eliminacje[1]

#### Wyścig 1
| Pozycja | Tor | Zawodnik         | Narodowość      | Czas    | Uwagi |
| ------- | --- | ---------------- | --------------- | ------- | ----- |
| 1.      | 3   | Ilja Nikitin     | Rosja           | 3:44,29 | q     |
| 2.      | 5   | Vlastimil Burda  | Czechy          | 3:49,07 | q     |
| 3.      | 4   | James Salter     | Wielka Brytania | 3:49,09 | q     |
| 4.      | 6   | Gerry Strasser   | Szwajcaria      | 3:56,51 |       |
| 5.      | 7   | Omar Fridriksson | Islandia        | 4:00,10 |       |
| 6.      | 2   | Jure Bucar       | Słowenia        | DNS     |       |

#### Wyścig 2
| Pozycja | Tor | Zawodnik              | Narodowość | Czas    | Uwagi |
| ------- | --- | --------------------- | ---------- | ------- | ----- |
| 1.      | 4   | Massimiliano Rosolino | Włochy     | 3:44,29 | q     |
| 2.      | 5   | Kvetoslav Svodoba     | Czechy     | 3:47,90 | q     |
| 3.      | 3   | Ihar Koptur           | Białoruś   | 3:49,11 | q     |
| 4.      | 2   | Frederik Hviid        | Hiszpania  | 3:50,87 |       |
| 5.      | 6   | Spyridon Gianniotis   | Grecja     | 3:50,99 |       |
| 6.      | 7   | Juha Lindfors         | Finlandia  | 3:56,02 |       |

#### Wyścig 3
| Pozycja | Tor | Zawodnik          | Narodowość      | Czas    | Uwagi |
| ------- | --- | ----------------- | --------------- | ------- | ----- |
| 1.      | 4   | Paul Palmer       | Wielka Brytania | 3:47,90 | q     |
| 2.      | 5   | Matteo Palliciari | Włochy          | 3:49,00 | q     |
| 3.      | 6   | Igor Koleda       | Białoruś        | 3:54,56 |       |
| 4.      | 7   | Nils-Ole Janshon  | Szwajcaria      | 3:56,94 |       |
| 5.      | 2   | Ricardo Pedroso   | Portugalia      | 3:57,00 |       |
| 6.      | 3   | Sylvain Cros      | Francja         | 3:58,28 |       |

### Finał[2]
| Pozycja | Tor | Zawodnik              | Narodowość      | Czas    | Uwagi |
| ------- | --- | --------------------- | --------------- | ------- | ----- |
| 1 !     | 4   | Massimiliano Rosolino | Włochy          | 3:39,59 | ER    |
| 2 !     | 5   | Paul Palmer           | Wielka Brytania | 3:44,80 |       |
| 3 !     | 3   | Kvetoslav Svodoba     | Czechy          | 3:47,36 |       |
| 4.      | 2   | Matteo Pelliciari     | Włochy          | 3:47,38 |       |
| 5.      | 8   | Ihar Koptur           | Białoruś        | 3:48,63 |       |
| 6.      | 7   | lastimil Burda        | Czechy          | 3:48,79 |       |
| 7.      | 6   | Ilja Nikitin          | Rosja           | 3:49,17 |       |
| 8.      | 1   | James Salter          | Wielka Brytania | 3:50,34 |       |